# مارک گنگلوف
مارک گنگلوف (به انگلیسی: Mark Gangloff) (زادهٔ ۸ ژوئن ۱۹۸۲) شناگر اهل ایالات متحده آمریکا است.